# Gundackersdorf
Gundackersdorf ist ein Ortsteil des Marktes Markt Indersdorf, der circa 42 Kilometer nordwestlich von München im oberbayerischen Landkreis Dachau liegt.

## Geschichte
Das zur Pfarrei Weichs gehörende Kirchdorf Gundackersdorf (Dorf des Gundachar) wurde urkundlich erstmals 829 erwähnt, als der Edle Isaak Cundachresdorf dem Dom zu Freising schenkte. 1078/98 übergaben der Edle Tragboto und der Priester Isangrim ihren Besitz in Gundackersdorf dem Freisinger Domkapitel, ebenso 1125 der Domherr Marquard die Kirche mit Widum und Zehnt. Bis zur Gebietsreform in Bayern gehörte Gundackersdorf zur Gemeinde Ainhofen, seit dem 1. Januar 1972 zum Markt Markt Indersdorf.

## Kirche
Die Andreas-Kirche wurde Ende des 16. Jahrhunderts neu erbaut. Die Seitenaltäre wurden 1656, der Hochaltar 1719 errichtet. Bemerkenswert sind die Emporenmalereien aus dem Jahre 1579 auf Holz.

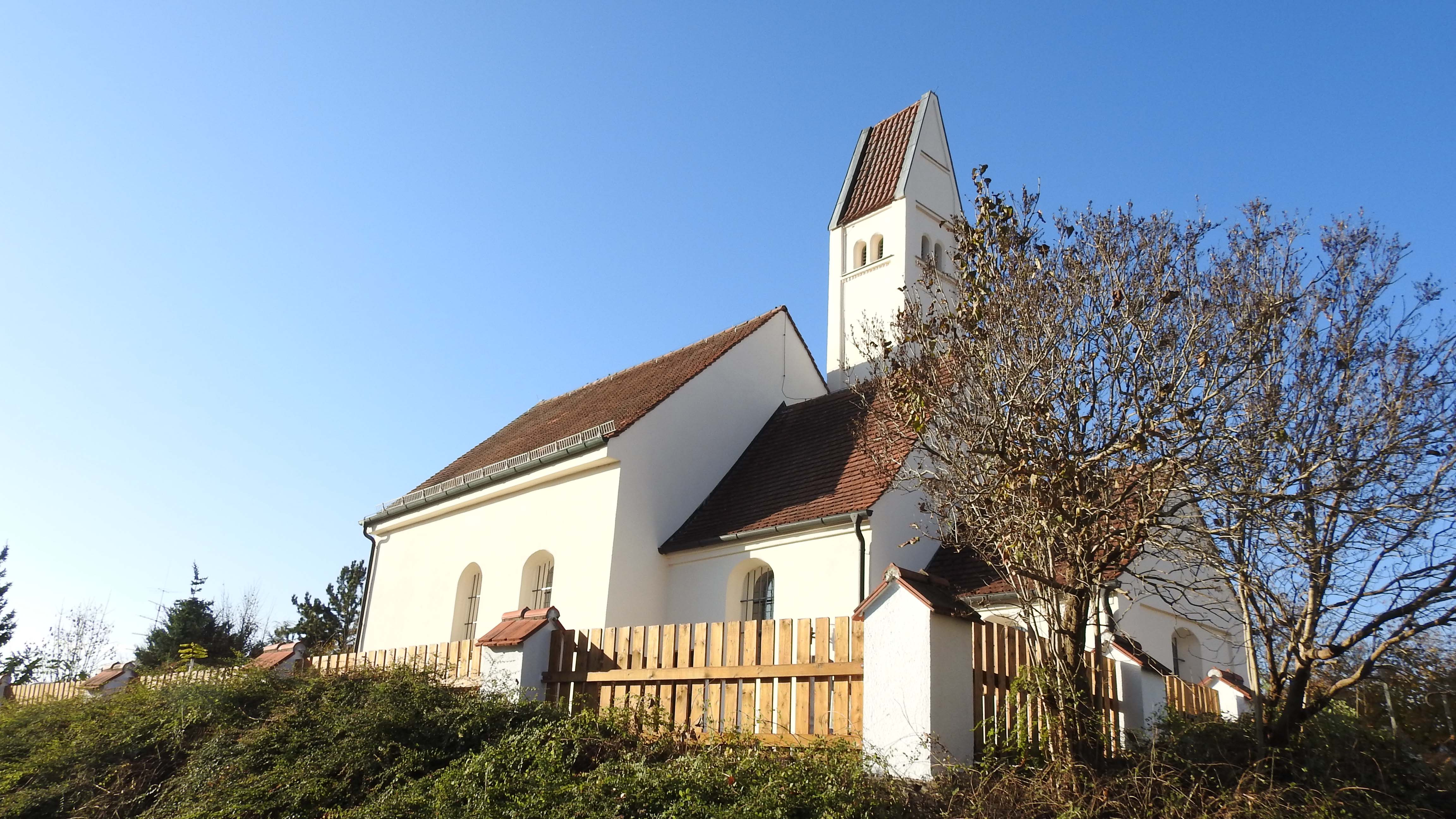
St. Andreas, gesehen von Südosten